# Escudo de la provincia de Barcelona

Escudo de la provincia de Barcelona.

El escudo de la provincia de Barcelona, usado por la Diputación Provincial de Barcelona, muestra cuatro barras de gules sobre campo de oro. Carga una losange o tetrágono, de plata, que lleva una cruz de San Jorge. Rodean al escudo, como lambrequines, una rama de laurel y otra de olivo, unidas en la base por una cinta. En el timbre lleva una corona real abierta. 
Fue aprobado por Real Orden de 1 de marzo de 1871, previo acuerdo de la Corporación provincial de 30 de junio de 1874, publicado en el boletín oficial de la provincia el 10 de noviembre del mismo año, describiéndose, así:

Escudo, de oro, cuatro palos, de gules. Cargado con una losange o tetrágono, de plata, que lleva una cruz de San Jorge, de gules. Al timbre, Corona Real abierta. Lleva como lambrequines una rama de laurel y otra de olivo, a cada uno de los lados del escudo, unidas entre sí, en la base, por una cinta.